# 小町屋站
小町屋站（日语：／ Komachiya eki */?）是位於日本長野縣駒根市，屬於東海旅客鐵道（JR東海）飯田線的鐵路車站。

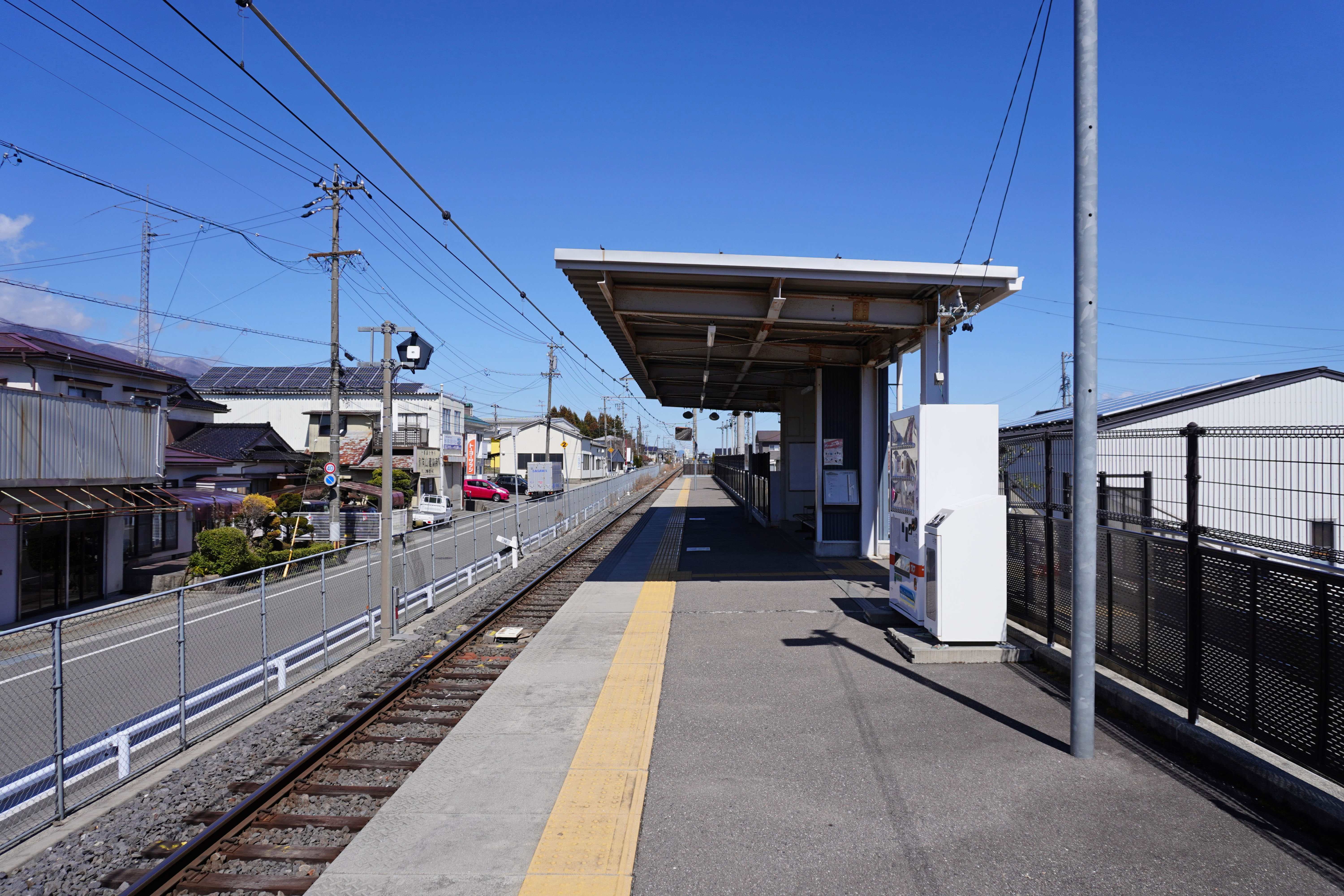
候車室與月台（2023年3月）

## 車站構造
本站為單式月台1面1線的地上車站，無法進行列車交會。本站是由伊那市站管理的無人站，站內的候車室建於2008年（平成20年）12月。

## 車站周邊
本站附近是住宅區
- 國道153號
- 駒根市政廳
- 駒根市民體育館
- 赤穗高等學校，許多學生使用此站。
- 駒根市立赤穗小學
- 駒根市立赤穗中學

## 历史
- 1914年（大正3年）12月26日 - 伊那電車軌道（1919年改名為伊那電氣鐵道）赤穗站（現在的駒根站）至伊那福岡站延伸段啟用，新設小町屋停車站。
- 1943年（昭和18年）8月1日 - 伊那電氣鐵道線國有化，成為國鐵飯田線車站。並升級為小町屋站。
  - 當時，在東海道本線濱松站至名古屋站、飯田線各站、中央本線上諏訪站至鹽尻站、松本站上車的乘客可使用本車站。
- 1954年（昭和29年）12月1日 - 在東京都區内的車站與長野站上車的乘客也可使用本車站。
- 1971年（昭和46年）4月1日 - 旅客上落車站的制限廢除。
- 1971年（昭和46年）12月1日 - 業務委託停止，成為無人站。
- 1987年（昭和62年）4月1日 - 因國鐵分割民營化，本站成為東海旅客鐵道的車站。
- 2006年（平成18年）8月 - 站前廣場開始建造。

## 相鄰車站
東海旅客鐵道
 飯田線
■快速「水篶」、■普通
伊那福岡－小町屋－駒根